# Port lotniczy Jérémie
Port lotniczy Jérémie (ang. Jérémie Airport, IATA: JEE, ICAO: MTJE) – piąty co do wielkości port lotniczy Haiti położony w mieście Jérémie.

## Linie lotnicze i połączenia
- Caribintair (Port-au-Prince)
- Tortug' Air (Port-au-Prince)